# 散歩の達人
散歩の達人（さんぽのたつじん）は、交通新聞社が刊行する、首都圏の散歩に関する雑誌、首都圏タウン情報誌。

## 概要
1996年4月に弘済出版社により創刊。創刊当初の中村宏覚が編集長の時代はB5判で、カラー刷りページは一部にすぎず、内容的に非常にマニアックなもので、ガロ系テイストが漂うものであった。
1997年6月号から編集長が交代、サイズも「A4変型判」と大型化し、オールカラー化、内容もマニアックながらもソフトな路線に変更された。弘済出版社は2001年12月に交通新聞社]を吸収合併、交通新聞社に社名変更。
サブタイトルは「大人のための首都圏散策マガジン」となっている。紹介される内容はグルメ、ショッピング、散策スポット、カルチャースポットなど多岐にわたる。ほぼ毎月、巻頭特集で首都圏の特定エリアを重点的に紹介するが、ごくまれにエリア別ではなくテーマ特集も組まれる。エリア別では中央線沿線が特集されることが多いという傾向がある。
2004年7月号で創刊100号を迎えた。
販売エリア
東京都・神奈川県・埼玉県・千葉県を中心とする首都圏の書店・コンビニエンスストア・駅売店などで販売。
関連雑誌
本誌とは別に不定期に『散歩の達人MOOK』も刊行されている。内容はテーマ特集であることが多いが、エリア特集版のMOOKもある。
ウェブマガジン
2019年10月24日、様々な地域の情報を取り揃えた『さんたつ by 散歩の達人』が配信開始。